# Émile Salvi
Pour les articles homonymes, voir Salvi.
Émile Salvi, né le 10 septembre 1936 à Saint-Hugues-de-Chartreuse, est un skieur français du combiné nordique. Il représente la France en combiné nordique lors des Jeux olympiques d'hiver de 1968. 

## Biographie

### Enfance
Émile Salvi grandit à Autrans, une commune au nord du Vercors. Il est le benjamin d'une famille de six enfants. Fils de Gio Battista dit Battista Salvi (1892-1972) et de Angela Giovanna dit Angelina (née Stacchetti, 1898-1978), tous deux originaires de la province de Bergame en Italie.

### Carrière sportive
En 1964, Émile Salvi est membre de saut à ski lors des Jeux olympiques de 1964. La France accueillant les Jeux olympiques en 1968, le comité olympique souhaite que le pays soit représenté dans toutes les disciplines. Émile Salvi est l'un des volontaires pour créer une équipe de combiné nordique.
Le 12 août 1964, il se classe 17e d'un concours de la tournée d'été de saut à ski à Chamonix avec 172,2 points (40 m, 40,5 m et 40 m). Le 17 juillet 1966, au grand prix d'été de Bussang, il est 11e au classement sur 48 concurrents avec 172,4 points (42 m et 43 m). L'année suivante, le 28 mai 1967, à Bussang au grand prix de printemps de saut à ski, il obtiendra la 10ème place du classement sur 41 participants en totalisant 176,7 points (42,5m 43,5m).
Le point d'orgue de la carrière d'Émile Salvi est les jeux olympiques de Grenoble 1968. Lors des Jeux olympiques d'hiver de 1968, la station d'Autrans accueille toutes les épreuves nordiques de saut à ski. Émile Salvi qui représente alors l'équipe de France de combiné nordique, dispute les épreuves à domicile avec deux autres Français, Gervais Poirot et Jean-Marie Bourgeois. Il seront au total dans cette discipline 41 athlètes de 16 nations différentes. Il sera le seul compétiteur Autranais à participer aux épreuves de combiné nordique. Le 10 février, il s'élance sur le tremplin du Claret et il totalise 158,6 points ce qui lui permet d'être 39e. Deux jours plus tard, il prend la 32e du 15 km de ski de fond avec un temps de 53 min 44,3 s et comptabilise 173,78 points. Ainsi, il se classe 37e de l'épreuve de combiné nordique avec un total de 332,38 points.
Le 9 mars 1969, lors de la deuxième traversée du Vercors, entre le col du Rousset et Corrençon (40 km), il arrive avec Guy Maltras, sur la troisième marche du podium.
Le 10 août 1969, au concours international de saut d'Autrans, il obtient la 18e place sur 42 participants totalisant 185,1 points (44,5 m et 45 m).
Le 21 janvier 1999, c'est en compétiteur vétéran, qu'il participe à la cinquième Foulée Notre Temps, à l'âge de 63 ans, il effectue le parcours de 15 km.

### Après carrière
En devenant éducateur sportif au sein de l'association Beauregard dans l'une des antennes du Dispositif d’Accueil Familial Spécialisé basée à Autrans, il s'occupe de mineurs confiés à l’Aide Sociale à l’Enfance par décision judiciaire ou dans le cadre d’une mesure administrative.

### Commémorations
En décembre 2017, il aura l'honneur de revoir, Franco Nones, médaillé d'or des 30 km des Jeux olympiques de Grenoble, venu à Autrans, pour le Festival International du film de montagne, l'occasion de lui faire dédicacer son dossard qui portait le même numéro 26 que celui de Franco lors du 30 km.
Le 3 février 2018, il participe au côté de l'italien Franco Nones, à la cérémonie d'ouverture des 50 ans des JO de Grenoble.